# Karl Apfelbacher
Karl Apfelbacher foi um matemático alemão.
Foi ministro de educação pública superior no leste da Alta Baviera. Obteve um doutorado em 1939 na Universidade de Munique, com a tese Über Beziehungen zwischen Umgebungsräumen und Häufungsräumen, orientado por Heinrich Tietze e Arnold Sommerfeld.